# Sigtryggr Caoch
Pour les articles homonymes, voir Sigtrygg.
Sihtric, Sitric ou Sigtryggr Cáech (mort en 927) est un roi viking actif dans les îles Britanniques au début du Xe siècle. Il est roi de Dublin de 917 à 920, puis roi d'York de 921 à sa mort. Son épithète irlandais Cáech est diversement traduit par « l'Aveugle », « le Borgne » ou « le Malvoyant ».
Petit-fils d'Ímar, Sihtric fait vraisemblablement partie des Vikings chassés de Dublin par les Irlandais en 902. Après avoir peut-être régné quelques années dans le Danelaw, il rentre en Irlande en 917 en même temps que son parent Ragnall et reprend la ville de Dublin. Deux ans plus tard, il remporte la bataille d'Islandbridge contre le haut-roi Niall Glúndub, qui meurt au combat.
Sihtric quitte l'Irlande en 920 pour recueillir la succession de Ragnall à Jórvík. Il laisse le royaume de Dublin à Gofraid, un autre petit-fils d'Ímar. Dès l'année de son arrivée, il mène un raid sur Davenport, dans le Cheshire, peut-être pour souligner son indépendance vis-à-vis du roi anglo-saxon Édouard l'Ancien, auquel Ragnall s'était soumis. Il conclut un accord avec Æthelstan, le successeur d'Édouard, en 926, qui implique notamment son mariage avec une sœur du roi anglo-saxon qu'il faut peut-être identifier à Édith de Polesworth. Il se convertit également au christianisme, mais ne tarde pas à revenir à ses anciennes croyances.
Sihtric meurt encore jeune en 927 et son parent Gofraid lui succède à Jórvík. Trois de ses fils, Amlaíb, Aralt et Gofraid, deviennent également rois par la suite.

## Contexte
En 902, les Vikings du royaume de Dublin sont chassés d'Irlande par une alliance entre les Irlandais du Brega et du Leinster. Ils se dispersent, certains partant pour la France, d'autres pour l'Angleterre ou le pays de Galles. À en juger par l'archéologie, la ville de Dublin n'est pas abandonnée pour autant, ce qui suggère que seule la classe supérieure a pu être contrainte à l'exil. Quelques années plus tard, en 914, une grande flotte viking arrive à Waterford. Cette date marque le retour en force des Vikings en Irlande : bien que les raids n'aient jamais cessé, c'est le début d'une nouvelle présence norroise sur le sol de l'île, confirmée par la colonisation de Limerick à partir de l'année suivante.
Les principales sources écrites pour cette période de l'histoire de l'Irlande sont les annales irlandaises et les sagas norroises. Ces dernières, écrites bien plus tard, sont considérées comme moins fiables que les annales, dont certaines, comme les Annales d'Ulster, sont probablement contemporaines des faits qu'elles relatent. D'autres, comme les Annales fragmentaires d'Irlande et les Annales des quatre maîtres, ont été compilées ultérieurement à partir de textes d'époque, mais aussi de fragments de sagas. En laissant de côté ces ajouts, elles restent des documents fiables, bien que nécessairement partiaux.

## Biographie
Sihtric fait probablement partie des Vikings chassés de Dublin en 902. Il est possible qu'il ait régné dans le Danelaw durant son exil, car des pièces portant la mention Sitric comes frappées à Great Shelford, dans le Cambridgeshire, ont été retrouvées dans le trésor de Cuerdale. Le Cambridgeshire est reconquis par les Anglo-Saxons en 917, mais les sources anglaises ne mentionnent pas Sihtric : s'il a effectivement régné en Angleterre, il a dû quitter la région avant cette date,.
De fait, la première mention de Sihtric dans les annales irlandaises est pour l'année 917, lorsque lui et Ragnall, un autre petit-fils d'Ímar, conduisent leurs flottes en Irlande. Ragnall se rend à Waterford, tandis que Sihtric se dirige vers Cenn Fuait, dans le Leinster. Niall Glúndub, haut-roi des Uí Néill du Nord, mène une armée vers le sud pour chasser ces envahisseurs. Une bataille les oppose à Mag Femen, dans le comté de Tipperary. L'arrivée à point nommé de Ragnall avec ses troupes permet à Sihtric de remporter la victoire. Les Vikings sont encore victorieux lors de la bataille de Confey, durant laquelle le haut-roi de Leinster Augaire mac Aililla trouve la mort. Sa disparition marque la fin de toute résistance sérieuse au retour des Vikings en Irlande. Sihtric mène ses hommes jusqu'à Dublin où il entre en triomphe, rétablissant le titre royal. Ragnall retourne quant à lui en Angleterre et s'empare du royaume de Jórvík.
Le départ de Ragnall pourrait avoir incité Niall Glúndub à tenter une nouvelle fois de chasser les Uí Ímair d'Irlande. En 919, il réunit une coalition de rois du nord de l'île et les mène vers Dublin. Ses troupes rencontrent celles de Sihtric près d'Islandbridge, dans le comté de Dublin, le 14 septembre selon les Annales d'Ulster. La bataille d'Islandbridge se solde par une victoire écrasante des Vikings. Les Irlandais ne perdent pas moins de six rois sur le champ de bataille, dont Niall lui-même.
Sihtric quitte l'Irlande en 920 pour se rendre en Northumbrie où il succède à Ragnall, qui meurt l'année suivante, à la tête du royaume de Jórvík. Il est possible que Ragnall ait été malade et ait appelé son parent à lui dans l'optique de sa succession. Sihtric laisse le royaume de Dublin à Gofraid, un autre petit-fils d'Ímar, donc son frère ou son cousin germain. Cette transmission reflète peut-être un accord conclu entre Ragnall, Sihtric et Gofraid attribuant la Northumbrie à l'aîné des trois (d'abord Ragnall, puis Sihtric) et Dublin, moins riche, au cadet (d'abord Sihtric, puis Gofraid).
Sihtric ne tarde pas à violer l'accord de soumission conclu entre Ragnall et le roi anglo-saxon Édouard l'Ancien en menant un raid sur Davenport, dans le Cheshire, dès 921. Il s'agit peut-être d'une provocation délibérée de la part du Viking. Les sources anglaises ne le mentionnent plus avant la mort d'Édouard, en 924. La numismatique suggère que ce silence est peut-être délibéré, car il existe des pièces au nom de Sihtric frappées à Lincoln, alors que la Chronique anglo-saxonne affirme que tous les Danois de Mercie se sont soumis à Édouard en 918. Ces pièces constituent peut-être la preuve d'une reconquête viking ayant pris place entre 921 et 924 et que les compilateurs de la Chronique auraient choisi de taire. Les ressources d'Édouard sont probablement mises à rude épreuve par la conquête de la Mercie, et il est possible que Sihtric se soit imposé dans la région sans que son adversaire ne puisse s'y opposer.
Le fils et successeur d'Édouard, Æthelstan, rencontre Sihtric à Tamworth le 30 janvier 926. À cette occasion, le Viking épouse une sœur d'Æthelstan dont le nom n'est pas précisé dans les sources. Ce mariage, qui vise probablement à ramener la Mercie dans l'orbite anglo-saxonne, implique une conversion au christianisme de Sihtric qui n'est que temporaire d'après le chroniqueur Roger de Wendover, qui indique que le jeune marié ne tarde pas à revenir au paganisme en renonçant à son épouse. Néanmoins, une telle répudiation aurait probablement donné lieu à une guerre entre Sihtric et Æthelstan qui n'est attestée dans aucune source, et il est possible que cet événement ne soit qu'un cliché hagiographique.
Sihtric meurt l'année suivante, en 927, encore jeune d'après les Annales d'Ulster. Son parent Gofraid, le roi de Dublin, lui succède à Jórvík.

## Famille
Dans les annales, le nom de Sihtric est précisé par un de ses épithètes ou par le nom ua Ímair (« petit-fils d'Ímar »), mais jamais par un nom patronymique, si bien qu'on ignore l'identité de son père, qui pourrait être l'un des trois fils connus d'Ímar (Bárid, Sichfrith ou Sitriucc) ou un autre. L'emploi du nom ua Ímair pourrait impliquer que Sihtric tire sa légitimité à régner sur Dublin de son grand-père avant tout. Dans ce cas, il pourrait être le fils d'un fils d'Ímar qui n'aurait jamais régné, ou bien d'une fille. Le nom ua Ímair est également employé pour désigner d'autres petits-fils d'Ímar ayant régné sur Dublin ou la Northumbrie : Ímar, Ragnall, Amlaíb et Gofraid.
Il laisse quatre ou cinq fils :
- Sigfrøðr (Sichfrith) et Ásl (Auisle), tués à la bataille de Brunanburh en 937 d'après les Annales de Clonmacnoise ;
- Haraldr (Aralt), qui règne sur Limerick d'une date inconnue jusqu'à sa mort au combat en 940 ;
- Óláfr (Amlaíb), qui règne à deux reprises sur Dublin et sur la Northumbrie avant sa mort, en 980 ;
- Guðrøðr (Gofraid), mort en 950, est vraisemblablement le fils de Sihtric, bien que son père ne soit pas identifié avec certitude[16].

La Orkneyinga saga indique qu'une fille de Sihtric nommée Gytha épouse le roi de Norvège Olaf Tryggvason, mais il est plus probable que cette Gytha soit la fille d'Amlaíb Cuarán dans la mesure où ce mariage aurait pris place en 990, soixante-trois ans après la mort de Sihtric.
Une tradition apparue à Bury St Edmunds au début du XIIe siècle identifie la sœur d'Æthelstan que Sihtric épouse à Édith de Polesworth, une sainte vénérée en Mercie. Cette identification reste débattue, même s'il est vraisemblable que la femme de Sihtric se soit retirée dans un couvent après la mort de son mari,. Des sources tardives, comme la chronique de Jean de Wallingford, précisent qu'Amlaíb Cuarán est le fils de cette princesse anglaise.

## Postérité
Sigtryggr apparaît dans les Histoires saxonnes de Bernard Cornwell, série de romans historiques se déroulant sous le règne d'Alfred le Grand et de ses successeurs, ainsi que dans la série télévisée The Last Kingdom qui en est adaptée.